# Leme (Rio de Janeiro)
Leme (portugiesisch ‚Ruder‘) ist ein kleiner Stadtteil (bairro) von Rio de Janeiro.

## Lage
Innerhalb der Großstadt Rio de Janeiro liegt Leme in der Unterpräfektur Zona Sul und in der Verwaltungseinheit Copacabana, umgeben von den Stadtteilen Botafogo, Copacabana und Urca, direkt zwischen dem offenen Atlantik im Süden und tropisch bewaldeten Granitfelsen, die den Stadtteil im Norden und Osten einrahmen. Diese Felsen sind der 238 Meter hohe Morro da Babilônia im Norden, dessen Hang teilweise von Favelas besiedelt ist, der 127 Meter hohe Morro do Urubú sowie der Morro do Leme im Osten, dessen etwa 124 Meter hohes Kap mit dem Fort Duque de Caxias bebaut ist. Als städtebauliche Zäsur und Grenze im Westen zum Stadtteil Copacabana wird die Avenida Princesa Isabel wahrgenommen. Die im Meer vor dem Eingang zur Guanabara-Bucht liegende, unbesiedelte Ilha de Cotunduba gehört verwaltungstechnisch zu Leme.

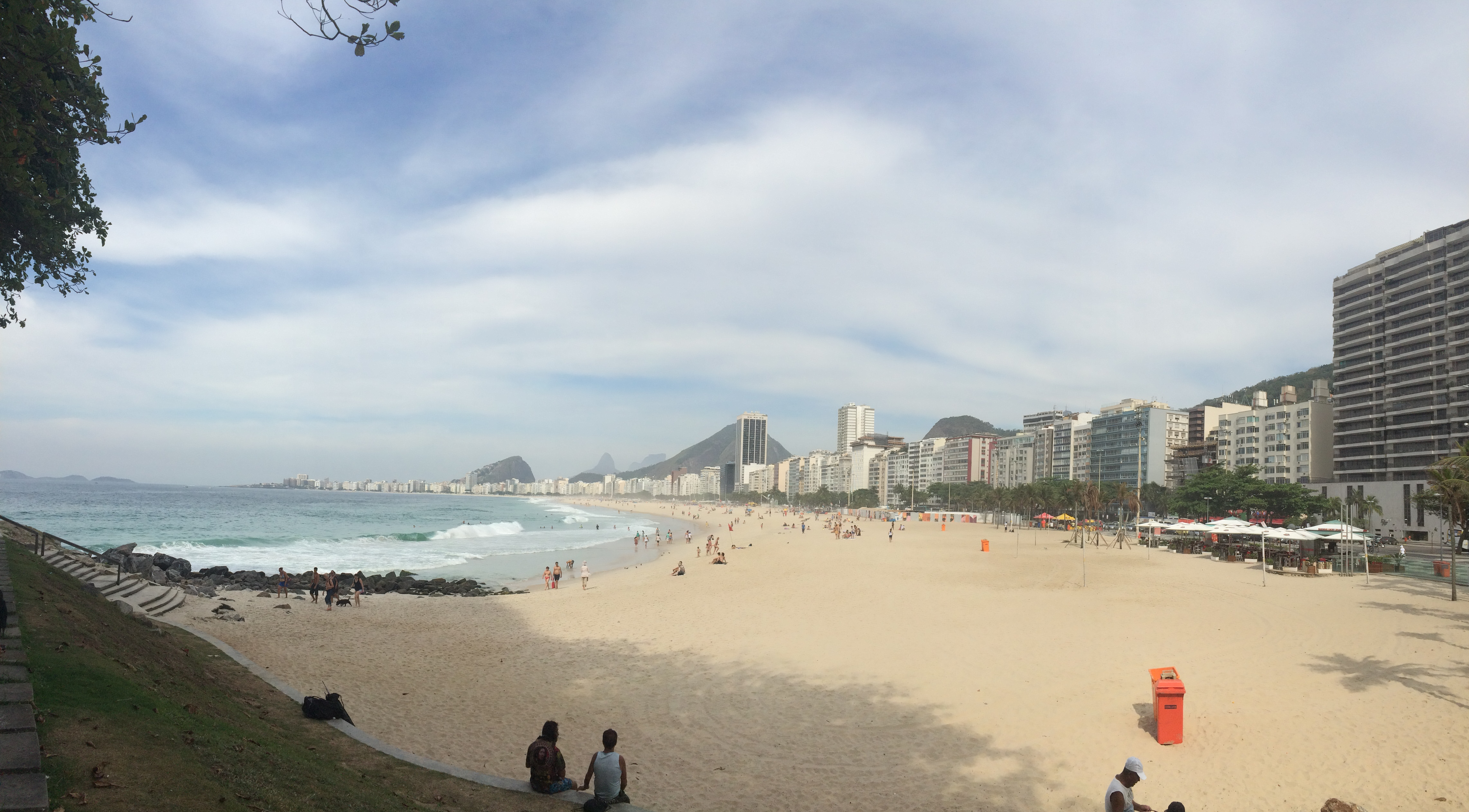
Strand und Stadtansicht in Leme, Blick auf den Strand und die Straßenfront entlang der Avenida Atlântica, gesehen von einem Standpunkt an der Mureta do Leme bzw. am Caminho dos Pescadores Ted Boy Marino

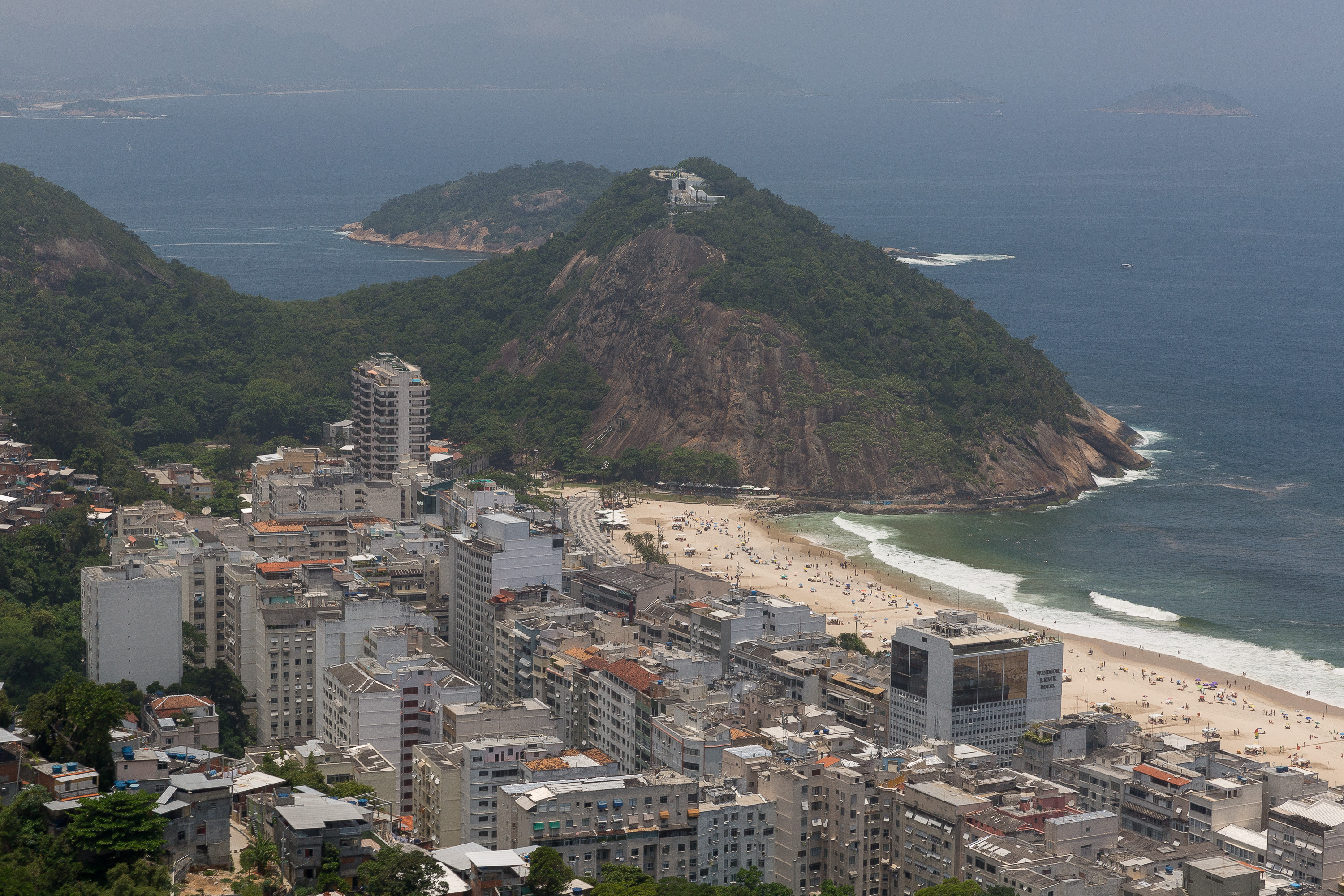
Luftbild mit Ansicht des Morro do Leme, dahinter die Ilha de Cotunduba

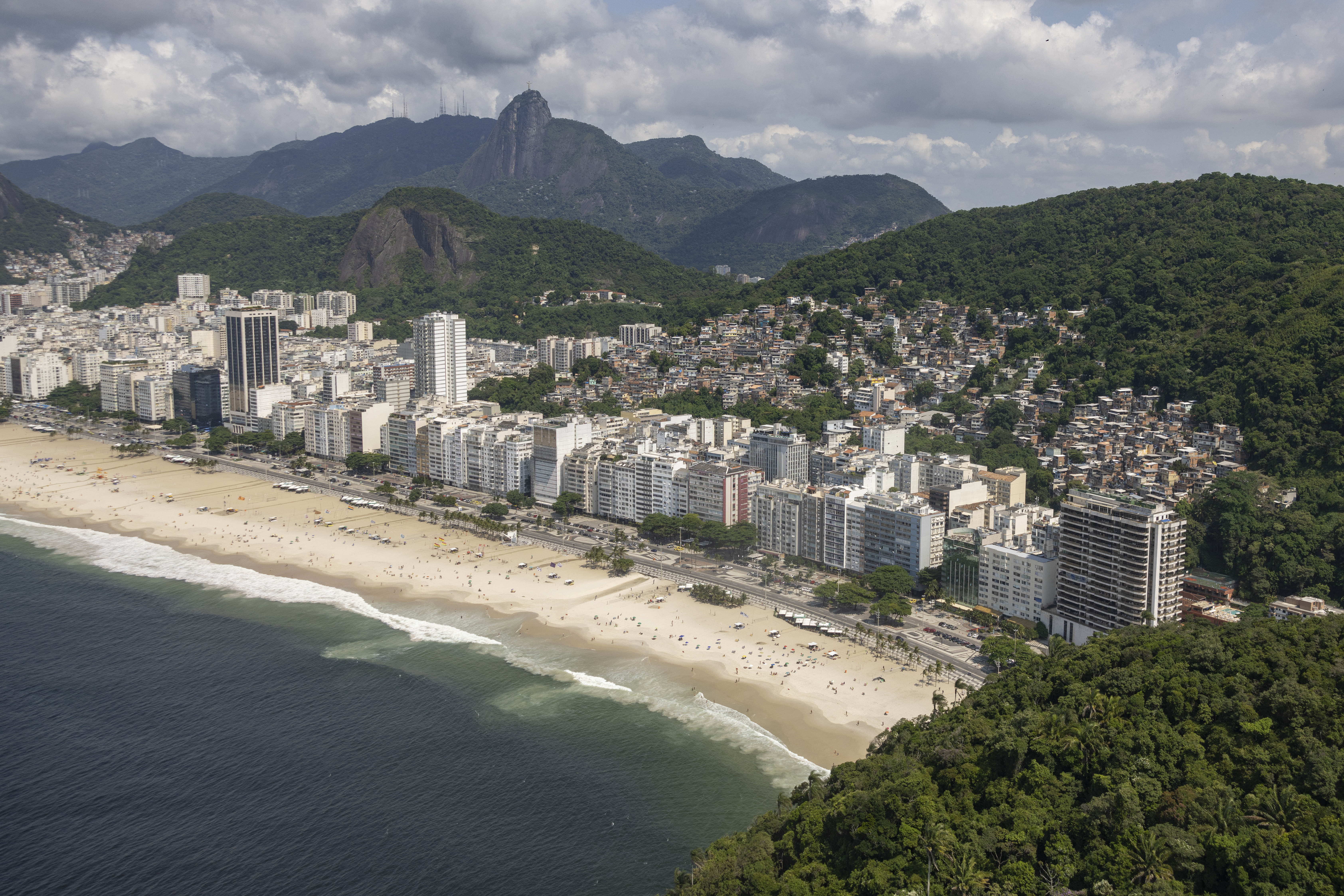
Luftbild mit Ansicht des Corcovado im Hintergrund

## Öffentlicher Raum
Leme verfügt entlang der mit Hochhäusern bebauten Prachtstraße Avenida Atlântica über einen rund 800 Meter langen, etwa 150 Meter breiten Sandstrand, der mit dem kilometerlangen Strand der Copacabana eine landschaftliche Einheit bildet. Spektakulär ist der Stadt- und Naturraum entlang der 8 Meter breiten Strandpromenade Calçadão do Leme e de Copacabana. Der Raum ist bekannt für seine kosmopolitische Urbanität. Das gesamte Setting aus Strand, Promenade, hoher moderner Bebauung und darüber aufragenden Felsen, von denen der hinter dem Morro da Babilônia und dem Morro do Urubú aufsteigende Zuckerhut als Wahrzeichen der Stadt der berühmteste ist, bildet die international bekannte Vedute und Waterfront Rio de Janeiros. Im Norden enden Sandstrand und Strandpromenade am Fuße des Morro do Leme in einer Felsformation, in die der Caminho dos Pescadores Ted Boy Marino als Fußweg und Anglersteg eingekerbt ist. Ein Mäuerchen namens Mureta do Leme trennt den befestigten Bereich vom Sandstrand. Eine 2016 entstandene Bronzeskulptur des Bildhauers Edgar Duvivier erinnert dort an die Schriftstellerin Clarice Lispector, die bis zu ihrem Tod in Leme wohnte. Die verkehrliche Binnenerschließung des eher von gehobenen Einkommensschichten bewohnten und von Touristen belebten Stadtviertels bildet die Rua Gustavo Sampaio, eine nach dem brasilianischen Oberleutnant Gustavo Sampaio benannte Wohn- und Geschäftsstraße, die von Bäumen und hoher Bebauung gesäumt ist.

## Namensherkunft
Zur Etymologie des Ortsnamens gibt es verschiedene Theorien. Die erste leitet den Namen von der Form des Morro do Leme ab, die einem Ruder ähneln soll. Die zweite Annahme geht davon aus, dass Pedro Leme, ein im 16. Jahrhundert nach Brasilien ausgewanderter Madeiraner, der Namensgeber sei. Als wahrscheinlich gilt, dass ein bäuerliches Anwesen des 18. Jahrhunderts mit der Bezeichnung „Chácara de Francisco Pereira Leme“ bzw. „Chácara do Leme“ den Namen gab.

## Geschichte

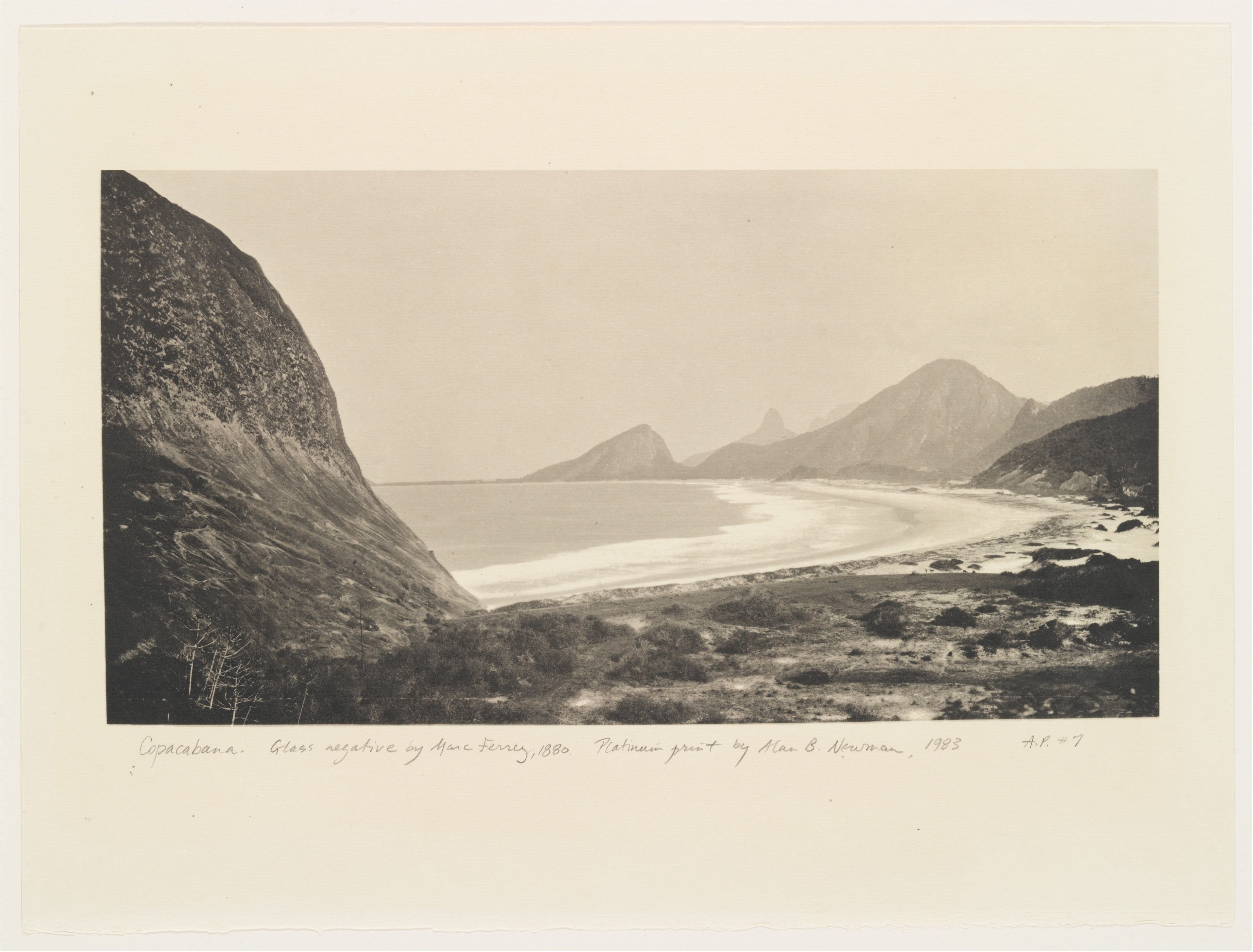
Ursprüngliche Küste im Bereich von Leme und Copacabana, Fotografie von Marc Ferrez, 1880

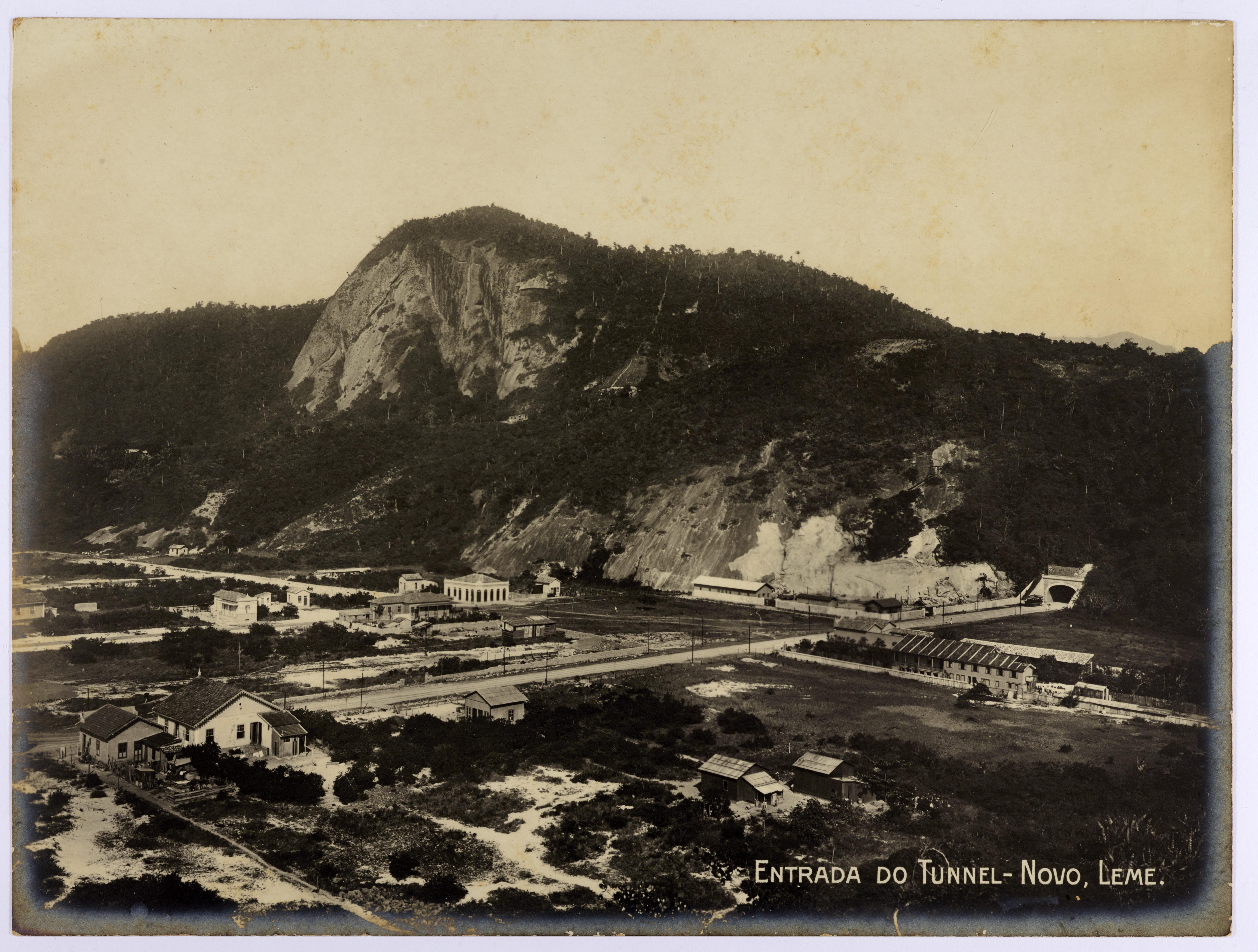
Neue Straße, heute Avenida Princesa Isabel, und Túnel Novo, 1907

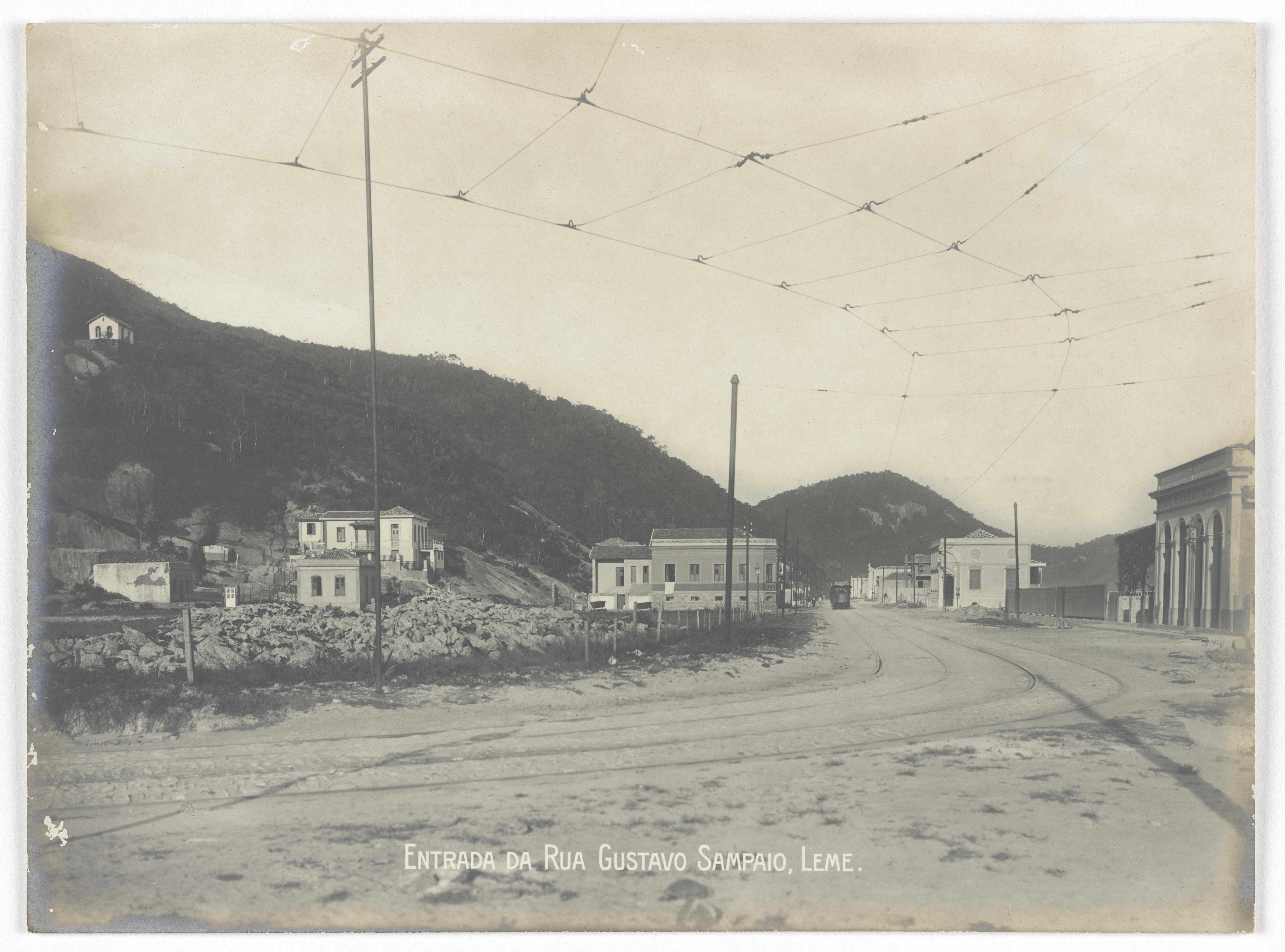
Rua Gustavo Sampaio, 1907

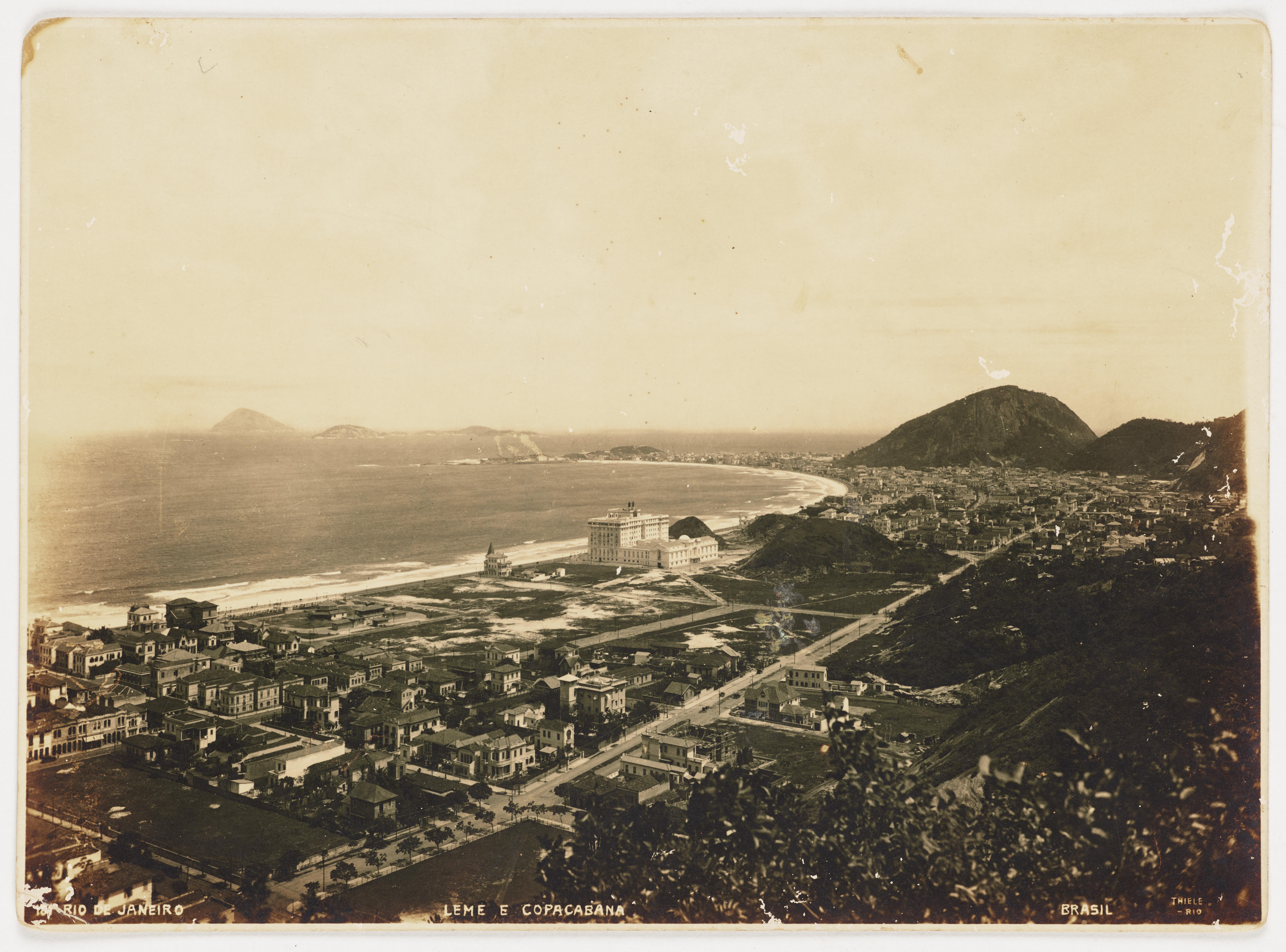
Leme (im Vordergrund) und Copacabana, 1920

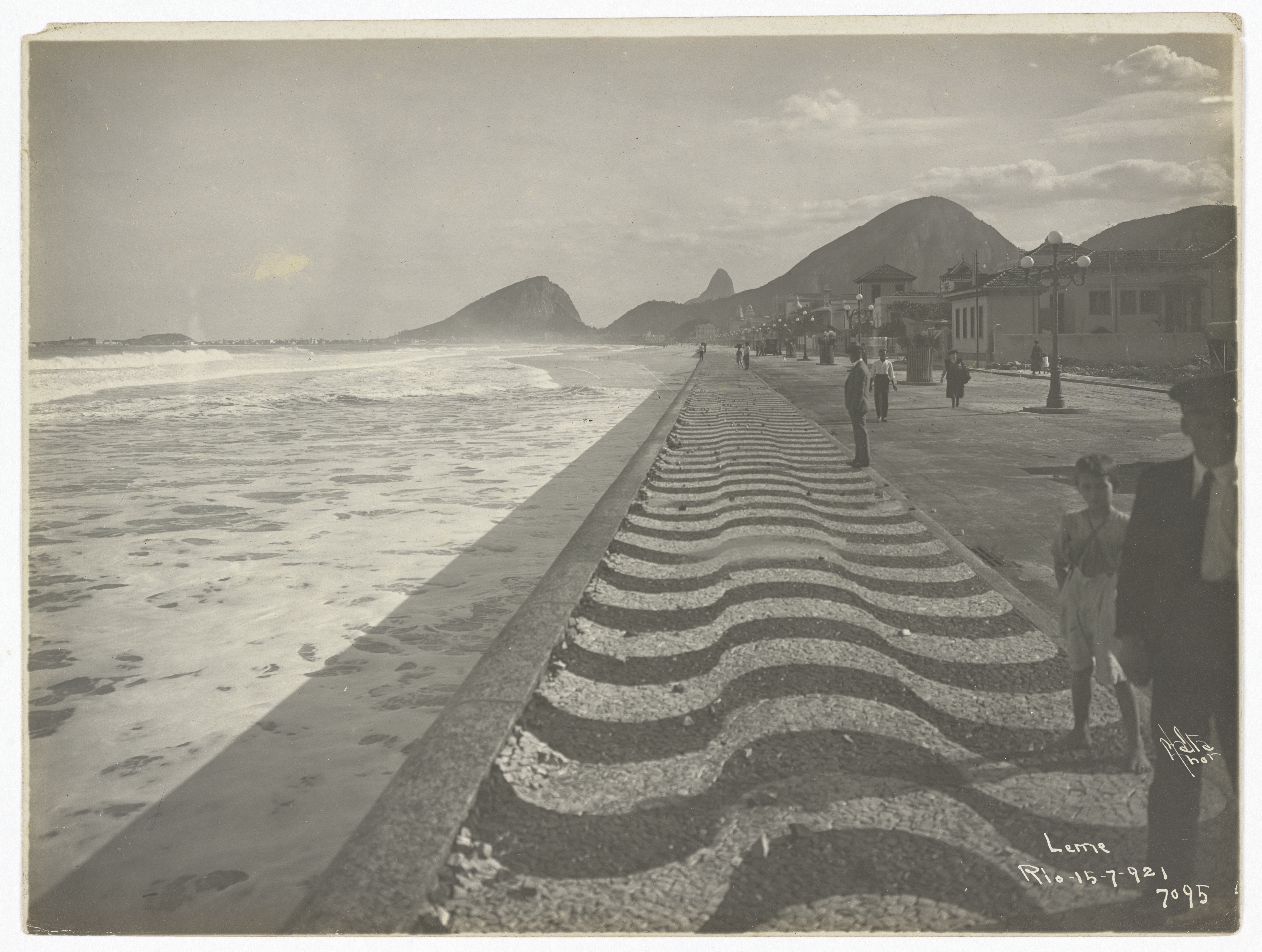
Strandpromenade Calçadão an der 1906 erbauten Avenida Atlântica in Leme bei einem Hochwasser, 1921

1873 begann die Gesellschaft „Empreza de Construcções Civís“ des aus Budapest gebürtigen ungarndeutschen Unternehmers Alexander (Alexandre) Wagner (1833–1894) und seiner Schwiegersöhne Otto Simon und Theodoro Duvivier Grundstücke im Bereich Leme und Copacabana zu erwerben. Die rasante städtebauliche Entwicklung des Gebiets zu einem Küstenbadeort nach einem ersten Plan, den sie 1874 vorgelegt hatten, setzte erst 1892 ein. In diesem Jahr stellte die Verkehrsgesellschaft Companhia Ferro-Carril do Jardim Botânico im Rahmen einer ihr erteilten Konzession vom Stadtteil Botafogo aus einen ersten Tunnel fertig, den Túnel Alaor Prato oder Túnel Velho. Dieses Bauwerk durchstieß den Bergrücken, welcher die zentralen Teile der Stadt vom offenen Meer trennte, und eröffnete die Vermarktung der Flächen als Bauland. Ein 1894 geschaffener Plan, der Straßen auswies, ordnete die Bebauung. Bald folgte die Inbetriebnahme einer ersten Straßenbahnlinie, die 1901 elektrifiziert und 1903 bis Leme verlängert wurde. Von 1904 bis 1906 wurde weiter nördlich in der Achse der heutigen Avenida Princesa Isabel ein zweiter Tunnel, der Túnel Novo oder Túnel Carioca, heute Túnel Engenheiro Coelho Cintra, einschließlich einer weiteren elektrifizierten Straßenbahnlinie gebaut, so dass die Erschließung nunmehr modernsten urbanen Verkehrsanforderungen genügte.
Dies löste einen Bauboom und einen beträchtlichen Anstieg der Einwohnerzahl aus. Bürger der Ober- und Mittelklasse, die zuvor im Stadtzentrum gelebt hatten, zogen damals in die bevorzugten südlichen Stadtteile, so auch nach Leme. Eklektizistische Villen prägten die erste Phase dieser Suburbanisierung am Meer und schufen die Grundlage für eine Kolonie, die in den 1920er Jahren für ihre mondäne Seebad-Atmosphäre bekannt war. 1925 fand die Zeitung Revista da Semana, dass die Stadtteile Copacabana und Leme mit Botafogo um den Rang als elegantestes Viertel Rios wetteiferten. 1928 entstanden die ersten modernen Wohnhochhäuser und veränderten das Ortsbild. Die verstärkte wirtschaftliche Konjunktur seit den 1920er Jahren und technische Entwicklungen, wie die des Aufzugs und des Stahlbetonbaus, sowie der wenig reglementierte Städtebau ermöglichten auf der Grundlage der Bodenspekulation den Bau von Hochhäusern auf kleinen Parzellen in hoher städtebaulicher Dichte. Bis in die 1960er und 1970er Jahre, in denen besonders Bauten im Internationalen Stil hinzukamen und so das heute vorherrschende Stadtbild entstand, erwarben Leme und Copacabana den Ruf, eine in geschlossener Bauweise, Bebauungsdichte und -höhe nordamerikanischen Downtowns ähnelnde, „vertikal“ gebaute Vorstadt zu sein, was zeitgenössische Modernisten wie Lúcio Costa als städtebauliche Verfehlung kritisierten. Gebäudenamen wie Edifício New York oder Edifício Manhattan spiegeln die Urbanität und das Lebensgefühl dieser städtebaulichen Entwicklung. Lokalpatriotischen Stolz darauf machte die Sängerin Carmen Miranda Ende der 1930er Jahre populär, indem sie in ihrem Marschlied Paris, das zur Fußball-Weltmeisterschaft 1938 von Alberto Ribeiro und Alcyr Pires Vermelho (1906–1994) komponiert worden war, sang: „Paris, Paris, je t’aime, mas eu gosto mais do Leme“ (‚Paris, Paris, je t’aime, aber besser gefällt’s mir in Leme‘). Als in den 1950er und 1960er Jahren in Rio de Janeiro das neue Musikgenre der Bossa Nova aufkam, bildete Leme zusammen mit dem benachbarten Bereich um die Praça do Lido in Copacabana einen Schwerpunkt der Musik-Szene von Rio de Janeiro, in dem sich 80 Prozent Carioca-Nachtclubs konzentrierten.
Die Favelas Babilônia und Chapéu Mangueira am Hang des Morro da Babilônia entwickelten sich seit der zweiten Hälfte des 19. Jahrhunderts, auch als Wohnplätze von Arbeitern, die beim Bau und Ausbau des Forts Duque de Caxias sowie im Zuge der Urbanisierung Copacabanas und Lemes beschäftigt wurden. Infolge des Bevölkerungswachstums des 20. Jahrhunderts, durch Landflucht und Verdrängung sowie mit Blick auf Arbeitsplätze in reicheren Privathaushalten und Firmen von Leme und Copacabana ergaben sich deutliche Zuzüge, die die Wohnplätze zu Favelas anwachsen ließen, besonders im Zeitraum der 1900er bis 1960er Jahre. Vergeblich versuchten Grundbesitzer und Immobilienentwickler das Anwachsen der Armensiedlungen zu verhindern. In Leme haben diese informellen Ansiedlungen heute rund 4000 Einwohner und bilden nach Stadterneuerungsmaßnahmen der Stadt Rio de Janeiro im Rahmen von Aufwertungs- und Sanierungsstrategien wie Favela-Bairro und Morar Carioca sowie nach Interventionen der Unidade de Polícia Pacificadora, die zur Vorbereitung auf die Fußball-Weltmeisterschaft 2014 durchgeführt wurden, relativ gut integrierte, teilweise gentrifizierte Teile des Viertels. Ergänzt um verschiedene touristische Angebote entstanden dort auch Gaststätten- und Beherbergungsbetriebe. Weitgehend entwaldete Flächen des umgebenden Bergrückens wurden ab 1995 wiederbepflanzt. Die Immobilienwerte innerhalb und außerhalb der Favelas stiegen beträchtlich an. Gleichwohl blieben die Favelas in Leme ein Einsatzgebiet der Unidade de Polícia Pacificadora. Als sich die dortige Verbrecherorganisation Comando Vermelho mit ihrer Splittergruppe Terceiro Comando Puro einen Bandenkrieg geliefert hatte, kam es noch 2018 zu einem massiven Einsatz der Militärpolizei. Die Favelas dienten für die Filme Orfeu Negro (1959) und Tropa de Elite (2007) als Kulisse.

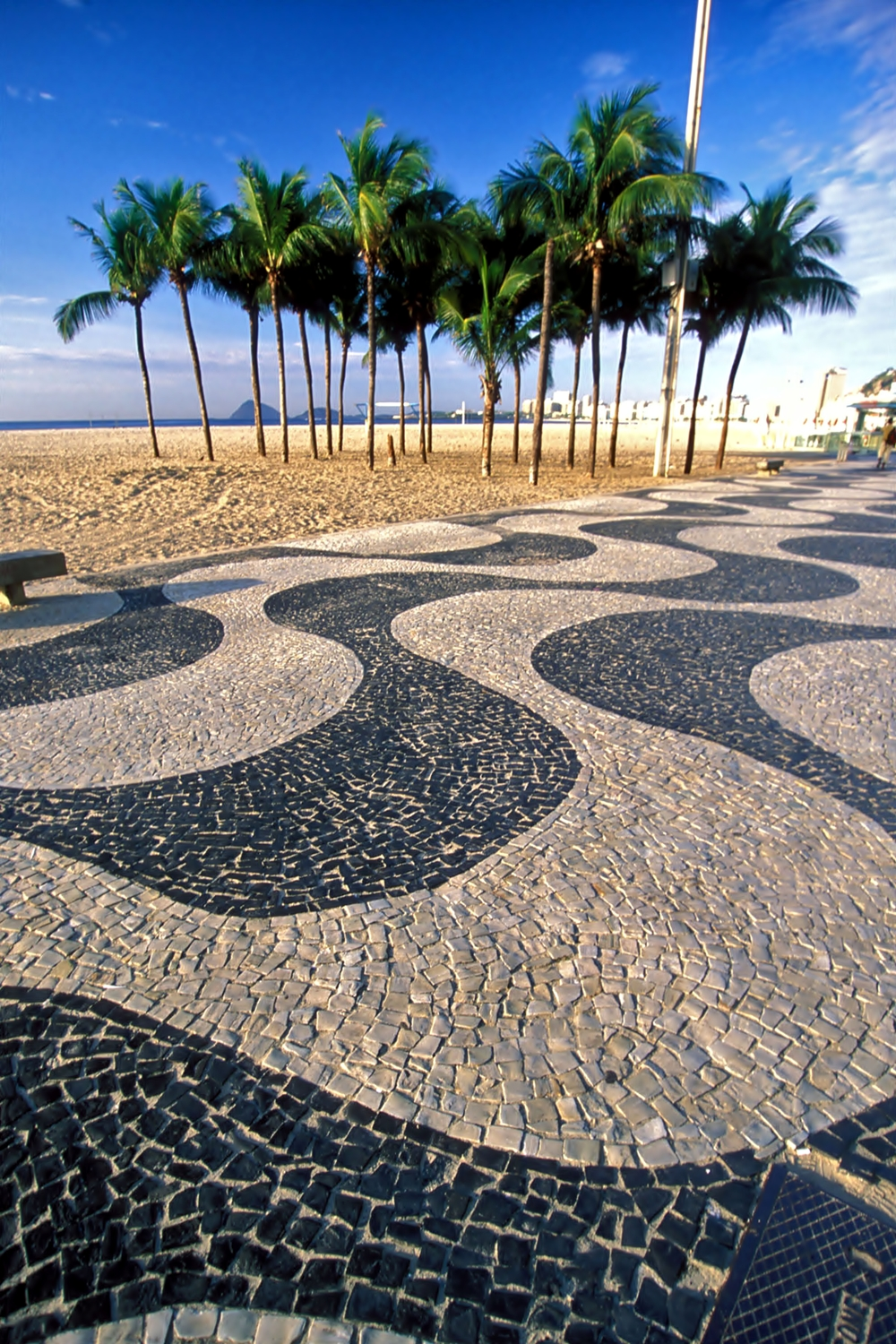
Calçadão heute mit dem signifikanten Wellenmuster als Zeichen der Corporate Identity Rio de Janeiros, 1970 landschaftsgestalterisch überarbeitet und ergänzt durch Roberto Burle Marx

Die gepflasterte Strandpromenade, genannt Calçadão, entstand bis 1919 beim Bau der Avenida Atlântica (1906) im Stil eines europäischen Strandboulevards durch portugiesische Ingenieure. Nach dem Vorbild der Calçada Portuguesa auf dem Rossio in Lissabon entwarfen sie ein sich symbolisch auf das Meer beziehendes Wellenmuster aus weißem Kalkstein und schwarzem Basalt. Nach einer Ufervorschiebung („alargamento“) Ende der 1960er Jahre, die nach einem technischen Plan von Hildebrando de Araujo Góes Filho († 2021) die Entwässerung und den Hochwasserschutz verbesserte sowie Raum für einen breiteren Strand und eine Verbreiterung des Straßenprofils der Avenida Atlântica schuf, modernisierte der Landschaftsarchitekt Roberto Burle Marx Anfang der 1970er Jahre den neuen Stadtraum einschließlich der Promenade nach einem einheitlichen Entwurf. Seiner Komposition wurden 1985 die signifikanten Kokospalmenhaine hinzugefügt. Das beibehaltene Wellenmuster – nunmehr längs verlegt – avancierte zu einer Medienikone und zu einer Marke Rio de Janeiros. Es ist als Symbol auf vielen Produkten zu sehen, bildet ein immer wieder auftauchendes Erkennungszeichen im touristischen Marketing und repräsentiert die Corporate Identity der Stadt und ihrer Einwohner, der Cariocas. 1991 wurde der Calçadão von dem Instituto Estadual do Patrimônio Cultural zum Kulturerbe erklärt.

## Persönlichkeiten

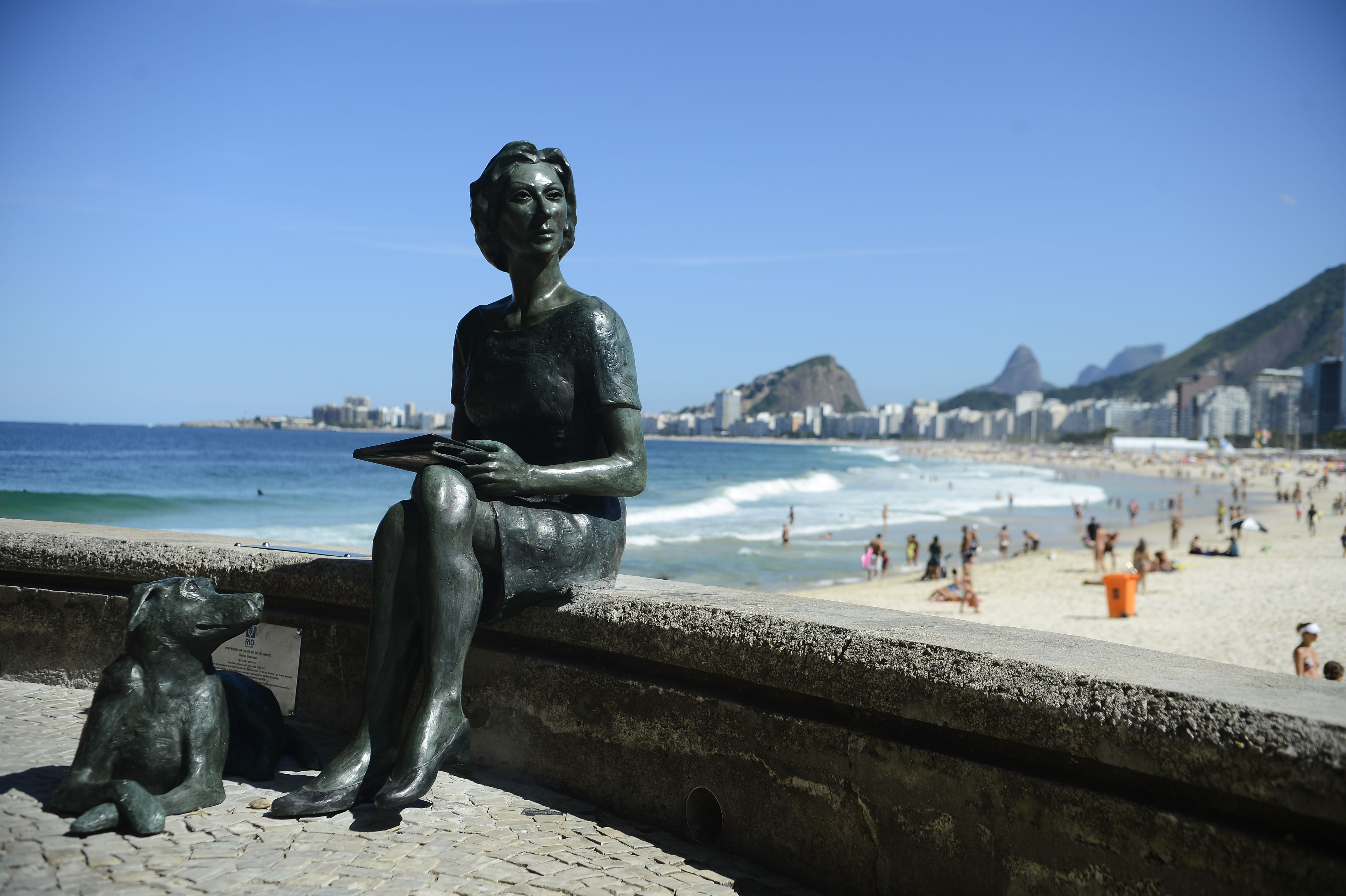
Bronzebild für Clarice Lispector und ihren Hund Ulisses auf der Mureta do Leme, 2016 geschaffen von Edgar Duvivier

Zu den Persönlichkeiten, die in Leme gelebt haben oder dort noch leben, zählen:
- Ary Barroso (1903–1964), Samba-Komponist
- Elizabeth Bishop (1911–1979), Schriftstellerin
- Roberto Burle Marx (1909–1994), Gartenarchitekt, wuchs ab 1918 in Leme auf und lebte mit Unterbrechungen bis 1973 dort
- Walter Burle Marx (1902–1990), Komponist, Bruder von Roberto Burle Marx
- Clarice Lispector (1920–1977), Schriftstellerin
- Lota de Macedo Soares (1910–1967), Architektin
- Ted Boy Marino (1939–2012), Wrestler und TV-Moderator
- Ernesto Neto (* 1964), bildender Künstler
- Candido Portinari (1903–1962), Maler
- Nelson Rodrigues (1912–1980), Schriftsteller